# 唐鎌大輔
唐鎌 大輔（からかま だいすけ、1969年12月13日 - ）は、東京都出身の元オートレース選手。21期、船橋オートレース場所属。主な競走車呼名は「パープルカナダ / パープルエイム / マジパープル / パープルスター」など。2011年3月31日をもって登録消除。通算での勝利数は204勝、3連対率は26.6％だった。

## 人物
デビューした当初は『21期期待の新鋭』と言われ、島田信廣に師事していた。
実際、2級車時代から1級車単気筒を経て、フジに乗っていた1993年ぐらいまではそれなりに乗れていた。だが、セアに乗り替わってからしばらくすると急激に勝てなくなり、島田の下を破門されてしまった。それ以降は更に負けが込み出し、一時は試走で基準タイムである3.60を切れなくなり出走停止を受けてしまったこともある。しかし2008年に入ると急激に復調。3連対率も40％を越えるなど絶好調でついに再びハンデも背負うようになった。
2009年からは再び低迷し、新陳代謝制度(成績下位者の選手登録を強制的に消除する制度)による登録消除により2011年度前期適用ランク（4月1日から）からランク除外（事実上の引退）。本来であれば2011年3月12日より川口オートレース場での開催が最後の競走の予定であったが、2011年3月11日に発生した東日本大震災の影響により同開催が中止。結果的に、同年3月4日の浜松オートレース場、第5レースが現役最後の競走となった。なお結果は8着。最終ランク（2010年度後期）はB級118位。

## 逸話
- 晴走路では精彩を欠くものの、得意の雨走路では意外な強さを見せたこともある。元来雨が得意であることに加え、「超軽ハンデ」の利を生かした大逃げは、余程の雨巧者でもない限りなかなか捕えられなかったという。船橋は年間を通して雨が少ない(=雨走路の練習を積める時間が絶対的に少ない)土地であるため、船橋所属で雨が得意、というのは結構珍しい特徴でもあった。

- その余りの弱さから「整備を全くしていないのではないか」と疑われることもあるが、きちんと整備をしているし、タイヤも気にしてはいた。オートレースという競走技術や意気が高く求められる職業上、人柄がいい、つまり優しい性格の人は整備をしていても成績が伸びないことがあり、唐鎌はこれに当てはまるとされている。

- 以前、船橋の先輩レーサーで島田の同期でもあった中村常見（引退）からエンジンを譲り受けたことがある。このエンジン「ユキカゼ」号は、中村が乗っていた頃はかなりの好調機だったのだが、唐鎌が自分で整備したらあっという間にダメになってしまったという逸話がある。

- フジ時代はかなり乗れていた。未だ記念競走となる前のジュニア選手権に於いて、当時新人だった高橋貢（22期、伊勢崎オートレース場所属）の20m後ろ、ハンデ50mに位置していた実績がある。

- 晩年は乗り方を変え、永井大介のように直線で左足を上げていた。また、コーナーでグリップを思い切り閉めてしまうのでコーナースピードは遅いが、その分直線での加速が速いという、特徴的な走法に変化していた。

- 紫色が好きで、競争車の色にも名前にも紫が入っていた。

- 2ちゃんねるで単独スレッドが立つなど、競走成績以上に人気の選手であった。